# Wanamaker's
Wanamaker's, oorspronkelijk bekend als John Wanamaker Department Store, was een van de eerste warenhuizen in de Verenigde Staten. Het werd in 1861 in Philadelphia opgericht door John Wanamaker en was van invloed op de ontwikkeling van de detailhandel, onder meer als de eerste winkel die prijskaartjes gebruikte.
Op het hoogtepunt van haar bestaan, begin 20e eeuw, had Wanamaker's ook een winkel in New York op de hoek van Broadway en 9th Street in Manhattan. Beide bedrijven hadden extreem veel personeel in dienst. Tegen het einde van de 20e eeuw waren er 16 Wanamaker's-vestigingen. Na jaren van verandering werd de keten eind 1986 gekocht door A. Alfred Taubman, en toegevoegd aan Taubmans eerdere aankoop van Woodward & Lothrop, het warenhuis uit Washington
In 1994 vroeg Woodies, zoals het bedrijf bekend stond, faillissement aan. De activa van Woodies werden gekocht door May Company Department Stores en JCPenney. In 1995 ging Wanamaker's op in Hecht's, een van de merken van May Company. 
In 2006 werd Macy's geopend in het voormalige Wanamaker's warenhuis in Philadelphia, dat nu Macy's Center City heet. Het gebouw is een nationaal historisch monument. Eén van de uitbreidingen werd ontworpen door meesterarchitect Daniel Burnham. Het bevat het Wanamaker-orgel, het grootste functionele orgel ter wereld.

## Geschiedenis

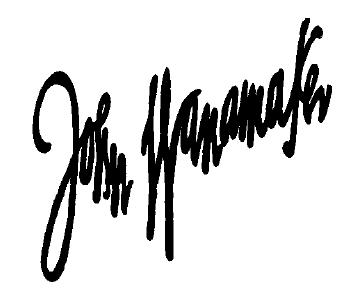
Het logo, gebaseerd op de handtekening van John Wanamaker

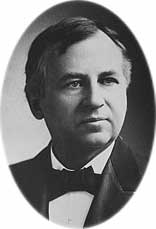
John Wanamaker, die in 1861 de winkelketen oprichtte

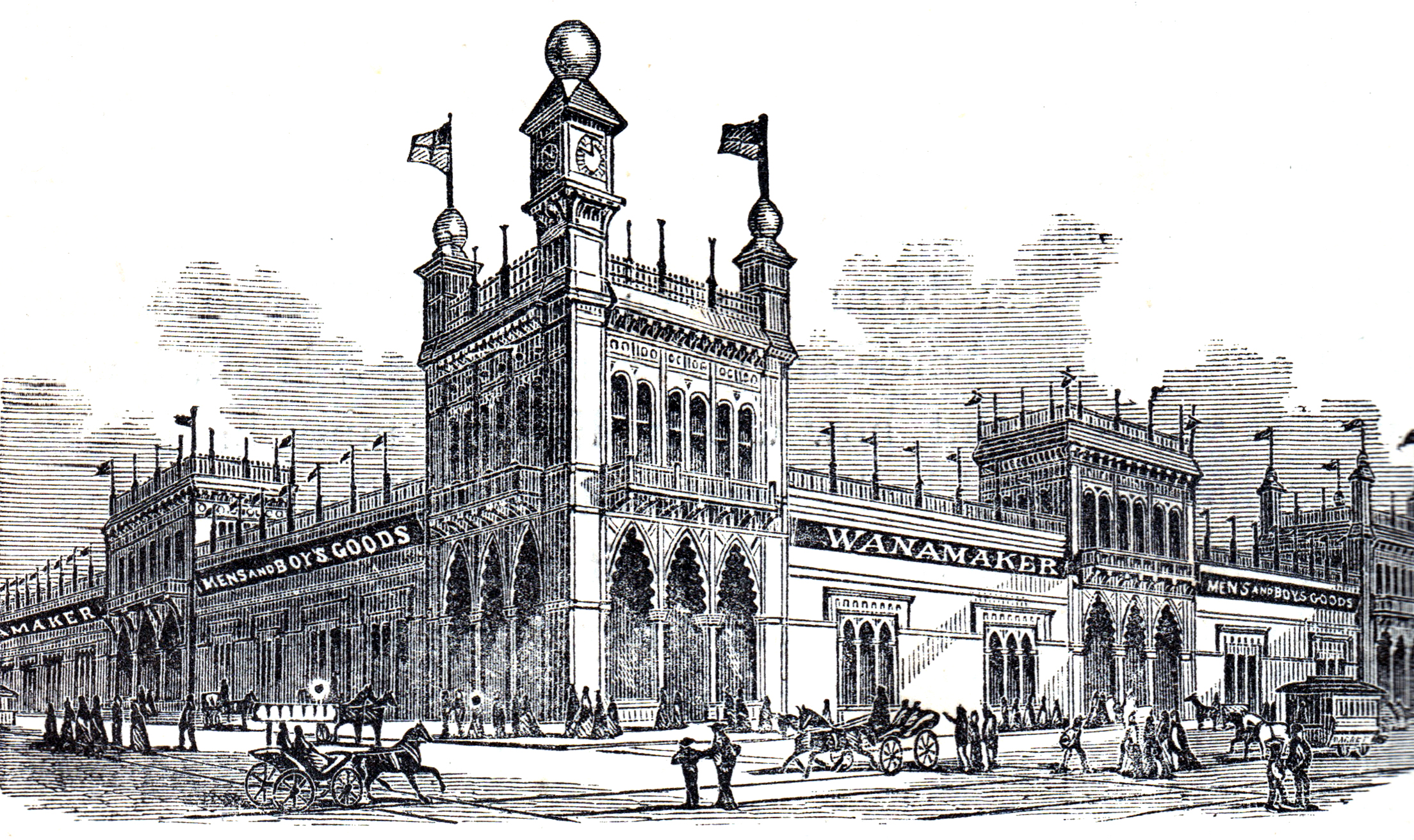
John Wanamaker's op Market Street in 1876

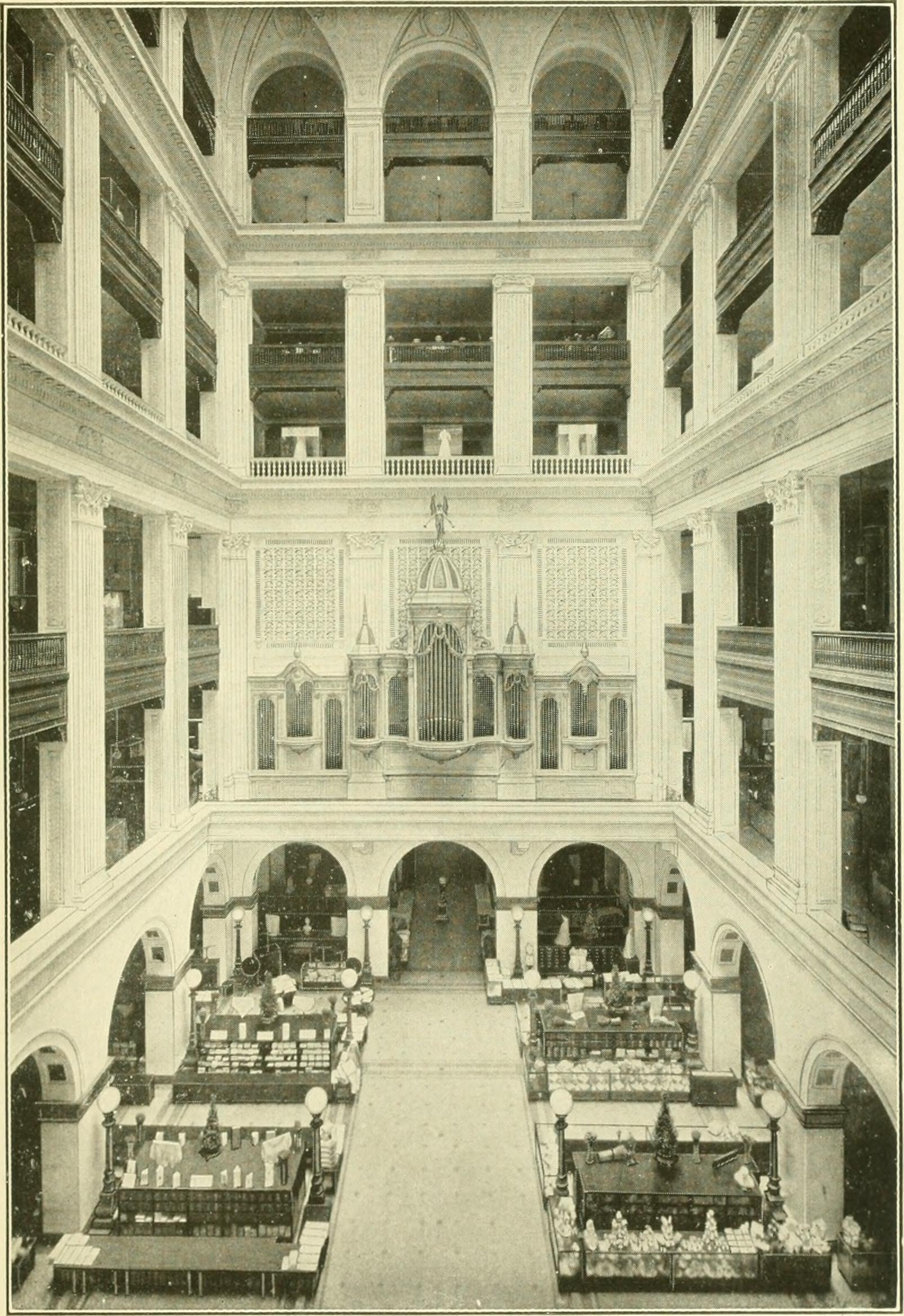
De Grand Court in de Wanamaker Store in Philadelphia, met het orgel aan de zuidkant in 1917

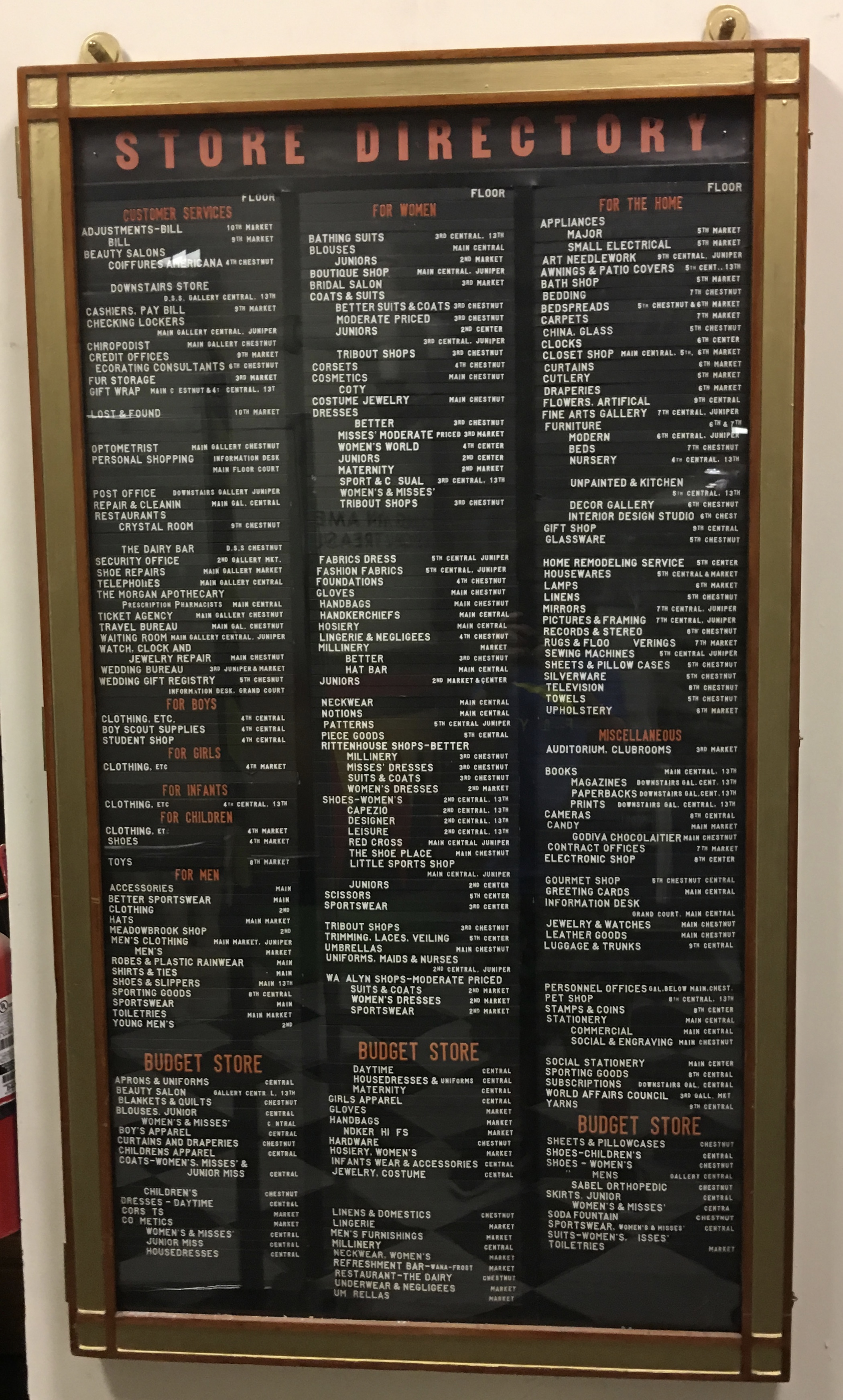
De wegwijzer in de vlaggenschipwinkel

John Wanamaker werd in 1838 in Philadelphia (Pennsylvania) geboren. Vanwege een aanhoudende hoest kon hij niet bij het Amerikaanse leger om te vechten in de Amerikaanse Burgeroorlog. In plaats daarvan begon hij een carrière in het bedrijfsleven.
In 1861 richtte hij samen met zijn zwager Nathan Brown een herenmodezaak op in Philadelphia, genaamd Oak Hall. Na Browns dood in 1868 zette Wanamaker de zaak alleen voort. Acht jaar later kocht Wanamaker het verlaten Pennsylvania Railroad-station om het te gebruiken als een nieuwe, grotere winkellocatie. Het idee was om de terminal te renoveren tot een "Grand Depot", vergelijkbaar met de Royal Exchange in Londen of Les Halles in Parijs. Het moest een voorloper worden van het moderne warenhuis, dat destijds in Europa erg bekend was.
Het Wanamaker's Grand Depot werd precies op tijd geopend om het publiek te bedienen dat Philadelphia bezocht voor de American Centennial Exposition van 1876. Het gebouw leek qua uiterlijk op een van de vele paviljoens op die wereldtentoonstelling, vanwege de fantasierijke nieuwe Moorse voorgevel. In 1877 werd het interieur van Wanamaker's gerenoveerd en uitgebreid met niet alleen herenkleding, maar ook dameskleding en textiel. Dit was het eerste moderne warenhuis van Philadelphia en een van de eerste in Amerika. In het midden van het gebouw werd een ronde toonbank geplaatst, met daaromheen concentrische cirkels met 129 toonbanken met goederen. De winkel accepteerde ook postorders, maar het was pas begin twintigste eeuw een grote onderneming. 
Wanamaker dacht voor het eerst na over hoe hij een winkel volgens nieuwe principes zou kunnen runnen toen hij als jongeman een aankoop niet kon ruilen. Als praktiserend christen koos hij ervoor om op zondag niet te adverteren. Voordat hij zijn Grand Depot voor de detailhandel opende, liet hij evangelist Dwight L. Moody de faciliteiten ervan gebruiken als ontmoetingsplek, terwijl Wanamaker 300 winkelbedienden uit zijn personeel ter beschikking stelde. Zijn winkeladvertenties – de eerste die vanaf 1874 auteursrechtelijk beschermd werden – waren feitelijk en de beloftes die erin werden gedaan, werden nagekomen.
Wanamaker garandeerde de kwaliteit van zijn producten op papier, bood zijn klanten de mogelijkheid om aankopen te retourneren en hun geld terug te krijgen en opende het eerste restaurant dat zich in een warenhuis bevond. Wanamaker heeft ook het prijskaartje uitgevonden. 
Zijn werknemers moesten met respect behandeld worden door het management (dit hield onder andere in dat ze niet in het openbaar werden uitgescholden). John Wanamaker & Company bood zijn werknemers toegang tot het John Wanamaker Commercial Institute, evenals gratis medische zorg, recreatiefaciliteiten, winstdelingsplannen en pensioenen. Dit alles lang voordat dit soort voordelen standaard werden geacht bij bedrijven.

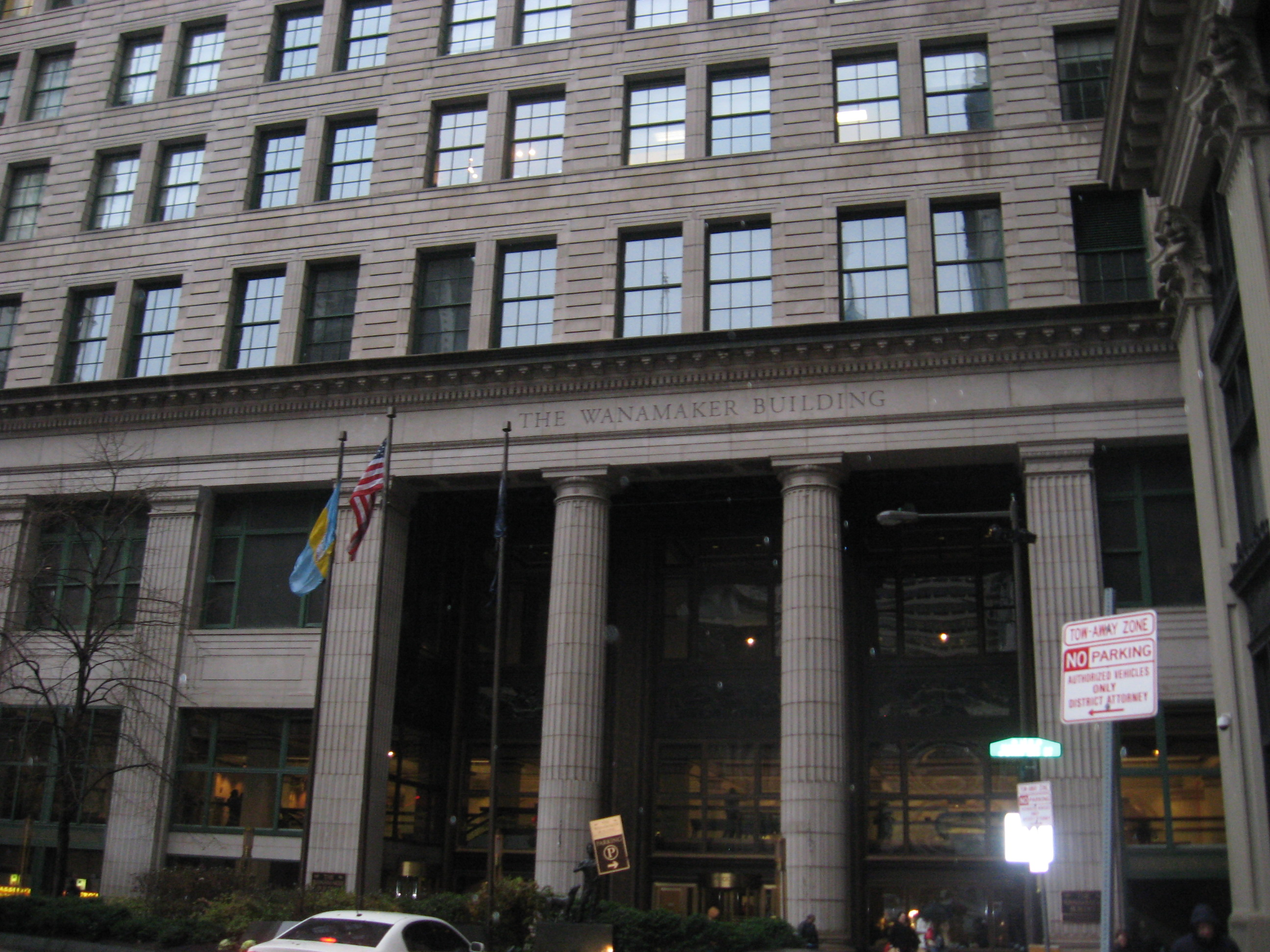
Wanamaker's van South Penn Square

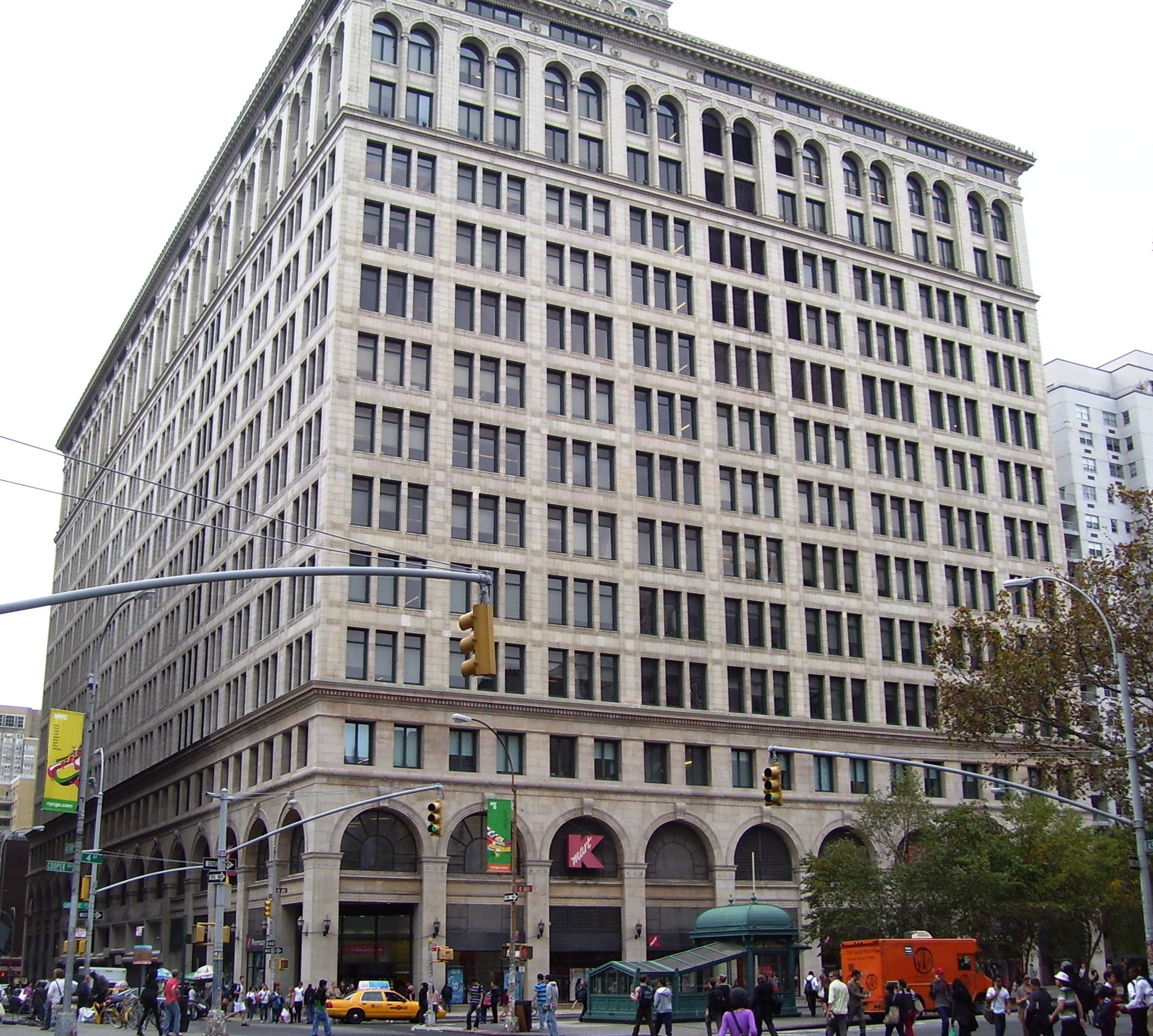
De tweede Wanamaker's op Broadway 770, NYC

Innovatie en 'primeurs' waren kenmerkend voor Wanamaker. Het warenhuis was het eerste warenhuis met elektrische verlichting (1878), het eerste warenhuis met een telefoon (1879) en het eerste warenhuis dat buizenpost installeerde voor het transport van geld en documenten (1880).
Wanamaker gaf George Washington Nicholson (1832–1912), een kunstenaar uit Philadelphia/ New Jersey, opdracht een groot landschapsschilderij te schilderen, "The Old Homestead", dat in maart 1892 werd voltooid. De 2,1 bij 4,3m grootte muurschildering was in 1950 nog steeds in het bezit van Wanamaker, maar is inmiddels onderdeel van een privécollectie.

### 20e eeuw

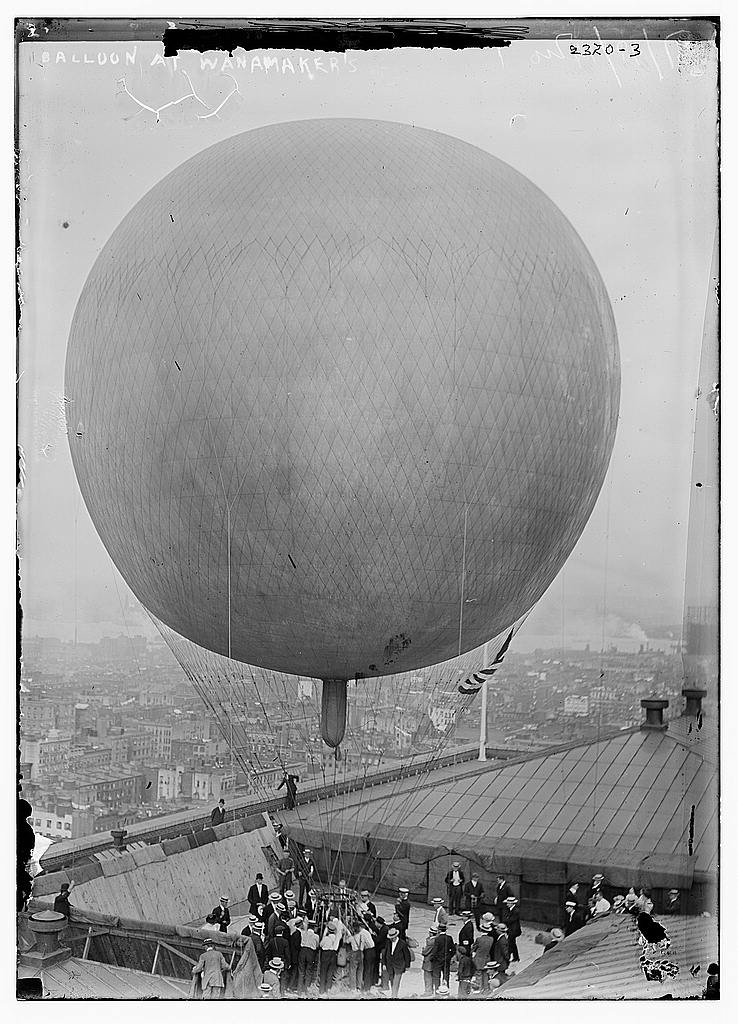
Albert Leo Stevens vertrekt in 1911 vanuit Wanamaker's in New York

In 1910 verving Wanamaker zijn Grand Depot in fasen en bouwde een nieuw, speciaal gebouwd gebouw op dezelfde locatie in Center City Philadelphia. Het nieuwe warenhuis, gebouwd in Florentijnse stijl met granieten muren naar een ontwerp van de architect Daniel H. Burnham uit Chicago, telde twaalf verdiepingen (negen voor de detailhandel), talloze galerieën en twee lagere verdiepingen met een totale oppervlakte van bijna 186.000 m². In het paleisachtige warenhuis stond het Wanamaker-orgel, het voormalige pijporgel van de Wereldtentoonstelling in St. Louis, destijds een van de grootste orgels ter wereld. Het orgel werd geïnstalleerd in het met marmer beklede centrale atrium van het warenhuis, beter bekend als de Grand Court. Een ander item van de St. Louis Fair in de Grand Court is de grote bronzen adelaar, die al snel het symbool van de winkel en een geliefde ontmoetingsplek voor winkelend publiek werd. Het enige wat we hoefden te zeggen was "Meet You at The Eagle" en iedereen wist waar ze naartoe moesten. De winkel werd op 30 december 1911 geopend door president William Howard Taft.
Ondanks zijn omvang werd het orgel te klein geacht om de Grand Court met muziek te vullen. Wanamaker reageerde hierop door een eigen team van orgelbouwers samen te stellen en het orgel in de loop van de jaren meerdere malen uit te breiden. Het "Wanamaker-orgel" is het grootste nog werkende pijporgel ter wereld, met zo'n 28.750 pijpen. Het instrument staat bekend om de delicate, orkestrale schoonheid van zijn klank en om zijn ongelooflijke kracht. Het orgel staat nog steeds in het warenhuis en er worden twee keer per dag, behalve op zondag, gratis concerten gegeven. Bezoekers worden ook uitgenodigd om een rondleiding te krijgen door de speeltafel van het orgel en na de concerten het personeel te ontmoeten. Eenmaal per jaar, meestal in juni, wordt er "Wanamaker Organ Day" gehouden, een gratis concert dat bijna de hele dag duurt. In de winkel in New York was ook een groot orgel te vinden; dit werd in 1955 op een veiling verkocht voor $1.200, nadat de winkel in New York het jaar daarvoor was gesloten. 
Het nieuws van het zinken van de Titanic werd doorgegeven aan Wanamakers radiostation in New York en doorgegeven aan de angstige menigte die buiten stond te wachten. Dit was wederom een primeur voor een Amerikaanse winkel. In 1918 begon men met het openbaar zingen van kerstliederen in de Grand Court van het warenhuis.
In 1919 meldde El Mundo, een Spaanse krant, dat de winkel van Wanamaker in New York 100 gespecialiseerde afdelingen onder één dak had, waaronder een El Departamento de Latino-Americano de Servicio Personal (De afdeling Persoonlijke Dienstverlening voor Latijns-Amerikanen). 
Andere innovaties waren onder andere het inzetten van kopers die elk jaar naar Europa reisden om de nieuwste mode te kopen, de eerste White Sale (1878) en andere themaverkopen, zoals de "Opportunity Sales" in februari, om de prijzen zo laag mogelijk te houden en de omzet hoog. Vanaf 1922 zond de winkel ook orgelconcerten uit op het radiostation WOO van Wanamaker. Onder leiding van James Bayard Woodford opende Wanamaker's pianowinkels in Philadelphia en New York, die grote zaken deden met een innovatief systeem van vaste prijzen voor de verkoop. Salons met een inrichting uit die tijd werden gebruikt om de duurdere artikelen te verkopen. Wanamaker probeerde ook een tijdje kleine orgels te verkopen die door de Austin Organ Company waren gebouwd.
Na de dood van John Wanamaker in 1922 werd het bedrijf voortgezet door de familie. Rodman Wanamaker, de zoon van John, versterkte de reputatie van de winkels als artistieke centra en tempels van schoonheid, waar ze geïmporteerde luxeartikelen van over de hele wereld aanboden. Na zijn dood in 1928 bleven de winkels, die via een trust voor de familie werden beheerd, een tijdlang succesvol. De afdeling herenkleding en accessoires werd in 1932 uitgebreid met een eigen winkel op de onderste verdiepingen van het Lincoln-Liberty Building, twee huizen verderop aan Chestnut Street. Dit gebouw, dat op de bovenste verdieping ook een privé-appartement voor de familie Wanamaker had, werd in 1952 verkocht aan de Philadelphia National Bank; de initialen op de kroon van het gebouw luidden tot november 2014 'PNB', ook al bestond de bank niet meer.

#### Kerstlichtshow
In 1956 organiseerde Wanamaker's in Philadelphia voor het eerst een Christmas Light Show, een groot muzikaal en knipperend lichtspektakel van meerdere verdiepingen hoog, dat vanaf verschillende verdiepingen in het gebouw te zien was. Doordat het gebouw populair was bij ouders en kinderen in Philadelphia, maar ook bij toeristen, bleef het populair nadat het aan in andere handen kwam.
Decennialang, tot 1994, was John Facenda de melodieuze bariton die de show vertolkte. Hij was bij de inwoners van Philadelphia al tientallen jaren bekend als de stem van NFL Films, omdat hij op de radio en televisie het nieuws versloeg. Ed Sabol van NFL Films noemde Facenda "De stem van God". Zijn woordkunst en dramatische baritonspel waren hoogtepunten van de shows en droegen veel bij aan de populariteit en de mystiek van Facenda. Verschillende commentatoren verzorgden tussen 1995 en 2005 de commentaarstem van de show.
Eind 20e eeuw verloor Wanamaker's klanten in Philadelphia aan andere winkelketens, waaronder Bloomingdale's en Macy's. De Wanamaker Family Trust verkocht uiteindelijk John Wanamaker and Company in 1978, met zijn onderbezette winkels, aan het in Los Angeles gevestigde Carter Hawley Hale Stores voor $ 60 miljoen dollar in contanten. Carter Hawley Hale stak nog eens $ 80 miljoen in de renovatie van de winkels, maar zonder resultaat: de klanten waren in de afgelopen decennia naar andere plekken gegaan en kwamen niet meer terug.
Eind 1986 werd de keten, die inmiddels vijftien winkels telde, voor ongeveer $ 180 miljoen dollar verkocht aan Woodward & Lothrop, eigendom van de Detroitse winkelcentrummagnaat A. Alfred Taubman. Taubman reorganiseerde het bedrijf onder een verkorte naam (Wanamaker's Inc.) en investeerde nog eens miljoenen in winkelrenovaties en public relationscampagnes. Ook dit hielp niet, aangezien de detailhandelsbelangen van Taubman zwaar in de schulden zaten en de gezamenlijke omzet van de winkels tegenviel.
Omdat men vond dat de ruimte in het Wanamaker Building waardevoller was dan delen van het historische Wanamaker-warenhuis, werd het vlaggenschipgebouw in Philadelphia teruggebracht tot de eerste vijf verdiepingen. De kant van Juniper Street werd de lobby van een kantoorgebouw voor de bovenste verdiepingen en het voormalige souterrain, de "Downstairs Store", werd een parkeergarage. Het restaurant Crystal Tea Room werd gesloten en uiteindelijk verhuurd aan de Marriott Corporation om als balzaal te worden gebruikt. De persoonlijke bezittingen van de heer Wanamaker uit zijn tot dan toe bewaarde kantoor op de achtste verdieping en het archief van de winkel werden gedoneerd aan de Historical Society of Pennsylvania. In oktober 1987 werd het Wanamaker-gebouw verkocht aan projectontwikkelaar John Kusmiersky. De geliefde grote paasschilderijen Christus voor Pilatus (1881) en Golgotha (1884) van Mihály Munkácsy, die persoonlijke favorieten waren van de heer Wanamaker en die elk jaar tijdens de vastentijd in de Grand Court werden tentoongesteld, werden in 1988 zonder pardon op een veiling verkocht.
Woodward & Lothrop ging failliet en vroeg op 17 januari 1994 uitstel van betaling aan. Daarmee gingen ook de Wanamaker-winkels failliet, die op 21 juni 1995 werden verkocht aan May Department Stores Company. Wanamaker's Inc. werd formeel ontbonden en de activiteiten werden samengevoegd met de Hecht's-divisie van May uit Arlington, Virginia. Na 133 opeenvolgende jaren werd de naam Wanamaker uit alle winkels verwijderd en vervangen door Hecht's. In 1997 nam May de historische rivaal van Wanamaker, Strawbridge & Clothier, over en veranderde de merknaam van alle Hecht-vestigingen in de omgeving van Philadelphia in Strawbridge. Het Center City Hecht's (tijdelijk Strawbridge's genoemd) werd gesloten voor een langdurige renovatie en herinrichting. Daarbij werd de voormalige winkelruimte van Wanamaker weer verkleind tot drie verdiepingen en werden de voormalige verkoopvloeren op de bovenste verdiepingen verder onderverdeeld in commerciële kantoorruimte. Dit moest de weg vrijmaken voor de opening in 1997 van de in New York gevestigde vestiging Lord &amp; Taylor, een andere divisie van May Department Stores, in het voormalige vlaggenschip van Wanamaker in Center City Philadelphia. In augustus 2006 werd de winkel omgebouwd tot Macy's, dat werd geëxploiteerd door de Macy's East Division van Federated Department Stores Inc. (nu Macy's Inc.), dat eind 2005 May overnam. De winkel van Wanamaker's op Broadway in New York had in 1996 al ruimte voor Kmart, en later voor Wegmans (2023).
Ook de winkel ontkwam niet aan de grote verandering in de detailhandel: van regionale ketens naar landelijke ketens. De uniformiteit van het merkaanbod en de kostenbesparingen die nationale ketens konden realiseren, werkten allemaal tegen de levensvatbaarheid van de winkel als onafhankelijk merk. Klanten hadden echter over het algemeen een grote inspraak in het bepalen van het aanbod van de winkel en de pracht en praal van de winkelruimte zorgde er doorgaans voor dat er betere producten werden aangeboden. Andere retailers hadden ook geleerd om goederen aan te bieden met een veel kleiner personeelsbestand. Het vermogen van retailers om landelijk te opereren in plaats van regionaal, is nog steeds een experiment in uitvoering, met wisselende resultaten.
Het vlaggenschip van Wanamaker, met het beroemde orgel en de adelaar van de wereldtentoonstelling van St. Louis, werd in 1978 aangewezen als Nationaal Historisch Monument . In 1992 werd een non-profitorganisatie, de Friends of the Wanamaker Organ, opgericht om het behoud, de restauratie en de presentatie van het beroemde pijporgel te bevorderen. 
Als winkellocatie bleek de vlaggenschipwinkel in Philadelphia winstgevend voor latere huurders, Lord &amp; Taylor en later Macy's. Met een lange traditie van parades en vuurwerkshows heeft Macy's een prominente maatschappelijke rol gespeeld in het bevorderen van historische Wanamaker-tradities, met name het Wanamaker-orgel en de kerstlichtshow.

### 21e eeuw

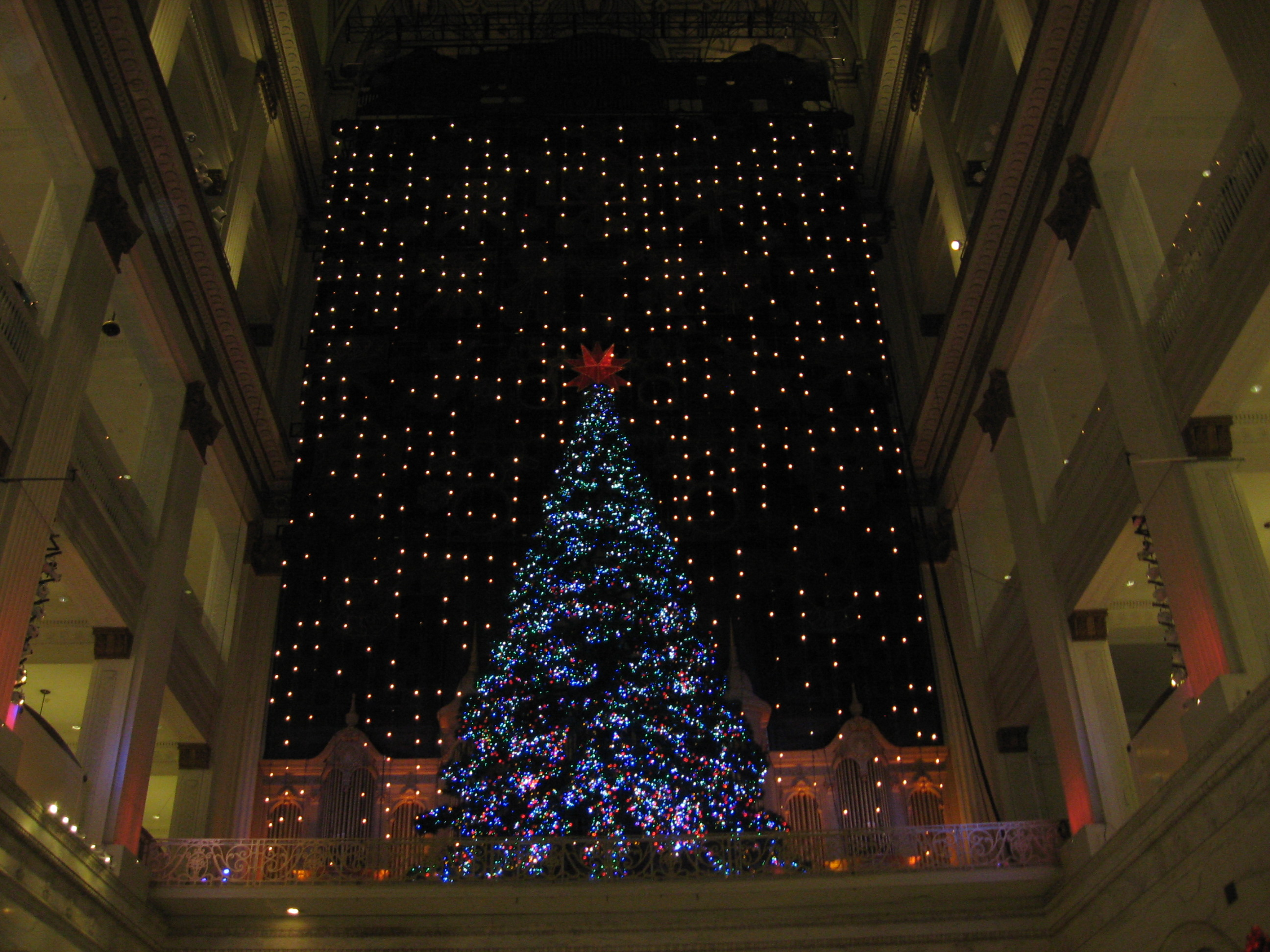
De kerstlichtshow in 2013

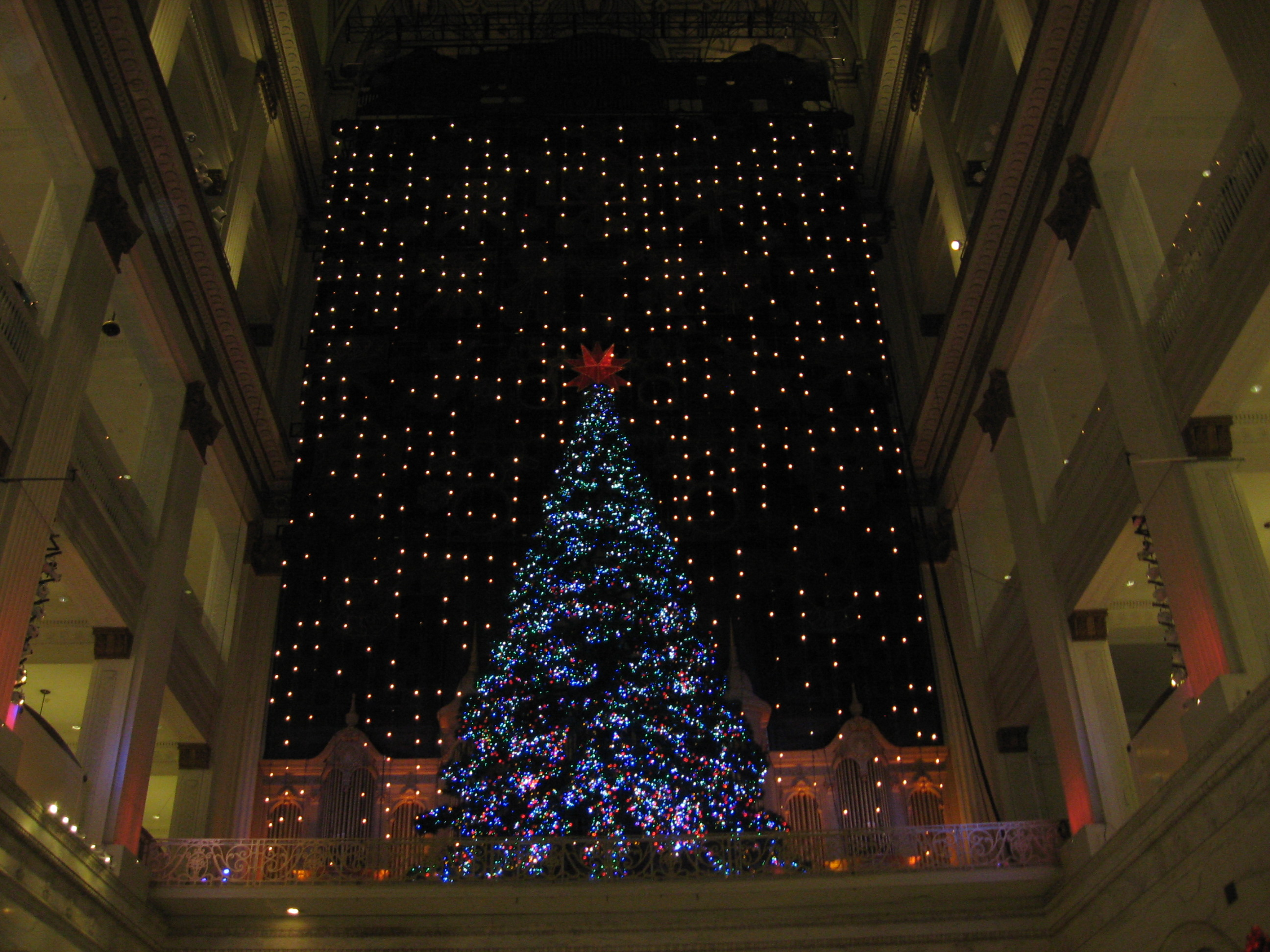
De kerstlichtshow in 2013

Vanaf 2006 werd Julie Andrews onder Macy's de verteller van de show. Ook in 2006 keerde de Santa Express-trein terug op de top van het Grand Court. In 2007 werd de gehele kerstlichtshow geheel gemoderniseerd en opnieuw opgebouwd door Macy's Parade Studio op nieuwe spanten met lichtere materialen en LED-verlichting. In 2008 werd een nieuwe en grotere Magic Christmas Tree met LED-verlichting gelanceerd. Vanwege veiligheidsoverwegingen en logistieke problemen werden de dansende waterfonteinen echter buiten gebruik gesteld en verkocht. 
In 2008 vierde Macy's haar 150e verjaardag in de vlaggenschipwinkel in Philadelphia met een concert met het Wanamaker-orgel en het Philadelphia Orchestra dat een volle zaal trok. Momenteel worden nog maar drie verdiepingen van het gebouw gebruikt als verkoopruimte van een warenhuis.
In september 2023 ging het gebouw onder curatele na een aanzienlijk verlies van zijn commerciële huurders. Vanaf januari 2024 overwogen de eigenaren de mogelijkheid om het gebouw om te bouwen tot woonruimte. 

### Crystal Tea Room

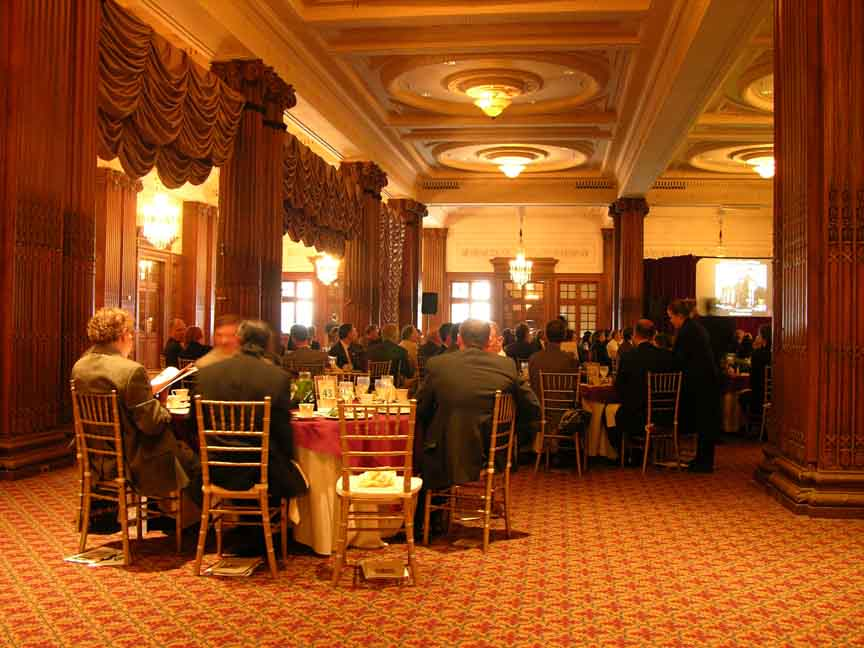
De Crystal Tea Room, een van de grootste eetzalen ter wereld begin 20e eeuw, in 2007

In Wanamaker's was op de negende verdieping ook het restaurant Crystal Tea Room gevestigd. Dit restaurant sloot in 1995 zijn deuren voor het publiek. Het werd gerestaureerd tot een privé-feestzaal en bood plaats aan recepties met zitplaatsen voor maximaal 1.000 personen. Volgens een reisgids van Wanamaker uit de jaren 1920 was de Crystal Tea Room de grootste eetzaal in Philadelphia en een van de grootste ter wereld. Vroeger konden er 1.400 mensen tegelijk bediend worden. Er werd 's ochtends ontbijt, 's middags lunch en 's middags thee geserveerd. De grote ovens in de keuken konden 75 kalkoenen tegelijk braden en de faciliteit was uitgerust met kluisjes en badkamers voor de werknemers. Als blijk van waardering voor John Wanamaker's steun aan de drankbestrijding, werd er pas alcohol geschonken in de tearoom nadat de familie de winkel had verkocht. 
Er was ook een balkoncafé, het Terrace on the Court, op de derde verdieping met uitzicht op de Grand Court. Daar konden winkelende mensen het Wanamaker-orgel horen terwijl ze aten. Macy's heeft dit restaurant in 2008 gesloten.

## Filialen in de voorsteden
Wanamaker's opende in 1950 een winkel in Wilmington, Delaware. Nadat de winkel in New York in 1954 sloot, breidde Wanamaker's zich uit naar de voorsteden van Philadelphia, te beginnen met de winkel in Wynnewood in december 1954. Het tweede filiaal in de buitenwijken werd in 1958 geopend in Jenkintown, niet ver van de winkel Strawbridge and Clothier. De winkel in de Moorestown Mall werd in 1963 geopend.  Andere prominente filialen in de voorsteden waren onder meer King of Prussia Mall (1963), Harrisburg Mall (1969), Berkshire Mall (1970), Oxford Valley Mall (1973), Springfield Mall (1974), Deptford Mall (1975), Roosevelt Mall (1976), Lehigh Valley Mall (1976), Montgomery Mall (1977) en Christiana Mall (1991, de laatste vestiging van Wanamaker's die gebouwd werd).

## Trivia
- In de musical Guys and Dolls uit 1950 zingt Adelaide in het nummer "Marry the Man Today" de zin: "In Wanamaker's and Saks and Klein's, a lesson I've been taught. You can't make alterations on a dress you haven't bought."
- In 1981 werden scènes in de film Blow Out gefilmd buiten Wanamaker's.
- In 1987 werd een groot deel van de film Mannequin gefilmd bij Wanamaker's, evenals het vervolg uit 1991, Mannequin Two: On the Move.
- In 2006 vertelt de gevangengenomen misdaadbaas van Lupertazzi, John "Johnny Sack" Sacramoni, in de HBO -tv-serie The Sopranos aan zijn advocaat dat hij zijn vrouw Ginny heeft ontmoet toen zij achter de stropdassenbalie bij Wanamaker's werkte.